# Gekko takouensis
Gekko takouensis là một loài thằn lằn trong họ Gekkonidae. Loài này được Ngo & Gamble mô tả khoa học đầu tiên năm 2010.